# Свети Димитър (Путурус)
Вижте пояснителната страница за други значения на Свети Димитър.
„Свети Димитър“ или „Свети Димитрий“ (на македонска литературна норма: „Свети Димитар“, „Свети Димитриј“) е възрожденска православна църква в битолското село Путурус, Северна Македония.
Църквата е гробищен храм, изграден на километър западно от селото. Издигнат е в 1880 година.